# Erpetogomphus elaphe
Erpetogomphus elaphe är en trollsländeart som beskrevs av Rosser W. Garrison 1994. Erpetogomphus elaphe ingår i släktet Erpetogomphus och familjen flodtrollsländor. Inga underarter finns listade i Catalogue of Life.